# Латимер (Канзас)
Латимер (енгл. Latimer) град је у америчкој савезној држави Канзас.

## Демографија
По попису из 2010. године број становника је 20, што је 1 (-4,8%) становника мање него 2000. године.
| Група             | 2000.      | 2010.       |
| Белци             | 19 (90,5%) | 20 (100,0%) |
| Афроамериканци    | 0 (0,0%)   | 0 (0,0%)    |
| Азијати           | 0 (0,0%)   | 0 (0,0%)    |
| Хиспаноамериканци | 0 (0,0%)   | 0 (0,0%)    |
| Укупно            | 21         | 20          |